# James H. Moor
James H. Moor (Estados Unidos, 1942-11 de septiembre de 2024) fue un filósofo moral estadounidense, especialmente conocido por su trabajo pionero en ética informática. 

## Biografía
Profesor Daniel P. Stone de Filosofía Intelectual y Moral en la Universidad de Dartmouth. Consiguió su doctorado en 1972 en la Universidad de Indiana. La publicación de Moor en 1985 del artículo titulado What is Computer Ethics? le ha establecido como uno del pioneros teóricos en el campo de la ética computacional. También ha escrito extensamente sobre el Test de Turing. Sus investigaciones incluyen estudios en filosofía de la inteligencia artificial, filosofía de la mente, filosofía de la ciencia, y lógica.
Moor fue, hasta 2010, el jefe de redacción de Minds and Machines, una revista académica revisada que trata sobre inteligencia artificial, filosofía, y ciencia cognitiva.

## Trabajo
Moor enumera cuatro clases de robots en relación con la ética. Una máquina puede ser más de un tipo de agente.
- Agentes de impacto ético: máquinas que generan un impacto ético ya sea intencionado o no. Moor da el ejemplo de un reloj que influye a un trabajador a llegar puntual al trabajo. Así como existen agentes de impacto Ético, también hay agentes de impacto Poco-Ético. Ciertos agentes pueden ser poco éticos en ciertos momentos y ser éticos en otras ocasiones. Da el ejemplo de lo que él llama un 'agente Goodman', por el filósofo Nelson Goodman, que se encarga de comparar fechas. "Este impacto estuvo generado por programar las fechas anuales utilizando sólo los últimos dos dígitos del año, lo cual resultó en que las fechas más allá del 2000 eran tratadas erróneamente como anteriores a aquellas de finales del siglo XX. Por ello, el agente Goodman era un agente de impacto ético  antes del 2000, y un agente de impacto poco ético de ahí en adelante."
- Agentes éticos implícitos: máquinas con restricciones para evitar la toma de decisiones poco éticas.
- Agentes éticos explícitos: máquinas qué tienen algoritmos para actuar éticamente.
- Agentes éticos completos: máquinas que tienen comportamiento ético de la misma forma que los humanos (p. ej. tener voluntad, consciencia e intencionalidad propias).

Moor ha criticado las Tres Leyes de la Robótica de Asimov explicando que si se aplicasen exhaustivamente producirían resultados inesperados. Da el ejemplo de un robot que vaga por el mundo intentando impedir daños a toda la humanidad.

## Premios
- Premio SIGCAS Making a Difference, 2003[3]
- Premio Barwise, 2006

## Publicaciones destacadas
Fuente:
- The Digital Phoenix: How Computers Are Changing Philosophy, Edición Revisada (con Terrell Ward Bynum), Oxford: Basil Blackwell Publishers, 2000.
- Cyberphilosophy: The Intersection of Philosophy and Computing (con Terrell Ward Bynum), Oxford: Basil Blackwell Publishers, 2002.
- The Turing Test: The Elusive Standard of Artificial Intelligence, Dordrecht: Kluwer Academic Publishers, 2003.
- Nanoethics: The Ethical and Social Implications of Nanotechnology (con Fritz Allhoff, Patrick Lin, y John Weckert), John Wiley & Sons, Inc., 2007.
- The Logic Book, 5.ª Edición (con Merrie Bergmann y Jack Nelson), New York: McGraw-Hill Publishing Company, 2009.
- Some Implications of a Sample of Practical Turing Tests (con Kevin Warwick y Huma Shah), Minds And Machines, Springer, 2013.[6]